# Мраморнолика делма
Мраморноликите делми (Delma australis), наричани също южни делми, са вид влечуги от семейство Змийски гущери (Pygopodidae).
Разпространени са в южните части на Австралия. Те са безкраки гущери, кафяви на цвят.